# 岩槻里子
岩槻 里子（いわつき さとこ、1972年6月12日 - ）は、NHKのアナウンサー。

## 来歴
愛知県名古屋市出身。愛知県立千種高等学校、津田塾大学国際関係学科卒業。上智大学大学院博士前期課程修了。

## プロフィール
- 好きな食べ物 : ポタージュスープ[1]。
- 趣味・特技 : 旅行、ヴァイオリン[1]。
- 心身リフレッシュ術 : ランチタイムのおしゃべり[1]。音楽をひとりで静かに聴くこと（だが、聴く時間がめったにとれない）[1]。
- 2006年に第一子の男児を出産。2023年3月現在、二児の母[2]

## 現在の担当番組
- 京いちにち（キャスター：2024年4月1日 - ）
- 京都ニュース845（不定期）

## 過去の担当番組
金沢放送局時代（1998年度 - 2000年度）
- にっぽん列島小さな旅 冬の奥能登 風の里～石川県・輪島市～（2000年2月13日）

名古屋放送局時代（2001年度 - 2003年9月）
- ほっとイブニング（2001年4月 - 2003年3月）

東京アナウンス室時代（2003年10月 - 2013年度）
- おしゃれ工房（2003年度後期 - 2006年3月）
- 名作平積み大作戦（2005年度）
- 9・11テロ〜イラク戦争 BSが伝えた人々の記録 ナレーション（2007年3月21日、BShi）
- お元気ですか日本列島 メインキャスター（2007年6月 - 2008年3月）
- N響アワー 司会（2008年4月6日 - 2011年3月）
- COOL JAPAN〜発掘!かっこいいニッポン〜 ナレーション（2008年7月 - ）
- 首都圏ネットワーク（2009年9月14日 - 25日・11月2日、総合テレビ） - 9月21 - 23日は、祝休日のため休止
鈴木奈穂子が夏休み等で不在時にキャスターを担当。
- スタジオパークからこんにちは 月・木の司会進行（2009年12月14日 - 2010年3月）
- スコラ 坂本龍一 音楽の学校 ナレーション（2010年4月 - 6月、教育テレビ）
- サンデークラシックワイド・リクエスト特集（FM放送、第5日曜日のみ放送）
- こんなステキなにっぽんが　ナレーション（不定期、総合テレビほか）
- SONGS ナレーション（不定期、総合テレビ）
- 佐野元春のザ・ソングライターズ ナレーション（2010年度、教育テレビ）
- もういちど、日本 ナレーション（2011年度）
- クラシック音楽館（2013年4月7日 - 2014年3月30日）

京都放送局時代（2014年度）
- 音の風景（現在はセレクションで不定期放送）
- NHKラジオ第1放送京都局（621kHz）放送終了告知（2015年2月2日、中波の放送を大阪局の666kHzに統一させるため）
- 趣味Do楽 茶の湯 武者小路千家 春 の茶事を楽しむ 進行役（2015年3月2日 - 2015年3月23日・全4回）
- 京都異界中継（リポーター：2017年8月9日）
- 京都ニュース845（不定期）
- ニュース630 京いちにち（不定期：酒井良彦・丹沢研二のキャスター代行など）
- 京、ぶらり。

※この他、地上波テレビ・AM・FM各放送のコールサインのアナウンスも担当。
大阪放送局時代（2015年度 - 2022年7月）
- きょうの料理（2013年4月1日 - 2014年3月12日、2015年4月 - 2020年3月）
- ごごナマおいしい金曜日（大阪発・2020年4月3日 - 2021年3月5日）
- 京コトはじめ ナレーター・「京コト+」リポーター（不定期）

京都放送局時代（2022年8月 - ）
- すてきにハンドメイド（2021年4月7日 - 2023年3月23日） ※大阪放送局時代より引き続き担当
- きょうの料理（2021年4月16日 - 2024年2月28日） ※大阪放送局時代より引き続き担当
- ニュース きん5時（大阪放送局制作・2023年9月1日、2024年2月9日、石橋亜紗の代理キャスター）
- 関西発ラジオ深夜便（2023年9月15日～16日、2025年3月20～21日、アンカー）

## 同期の女性アナウンサー
- 青木希久子（長崎→名古屋→岐阜→異動あるいは退職）
- 與芝由三栄（新潟→東京アナウンス室→さいたま→ラジオセンター）